# Richard Hollis
Pour les articles homonymes, voir Hollis.
Richard Hollis, né à Londres en 1934, est un directeur artistique, imprimeur, rédacteur en chef, essayiste et enseignant emblématique du design graphique britannique.

## Biographie
Après avoir étudié les arts et la typographie aux Chelsea School of Art, Wimbledon School of Art et Central School of Art and Crafts, à Londres, il entame sa carrière au début des années 1960 à Paris,. De retour en Grande-Bretagne, il réalise la maquette du trimestriel Modern Poetry In Translation, devient le directeur artistique de l'hebdomadaire New Society. Il participe aussi à la collection d'essais Ways of Seeing (en français, Voir le voir), dirigé par John Berger et inspirée d'une série documentaire du même nom sur la BBC, qui analyse les idéologies cachées derrière les images produites par la communication. Il est l'auteur de l'identité visuelle de la Whitechapel Art Gallery, à Londres. On lui doit entre autres les essais Graphic Design. A Concise History
et plus récemment Swiss Graphic Design: The Origins and Growth of an International Style, 1920-1965.
Il a enseigné la Lithographie et le design au London college of printing et à l'école d'art de Chelsea, puis a fondé, avec le designer Norman Potter, une nouvelle école de design au sein de l'Université de l'Ouest de l'Angleterre. Parmi les étudiants qu'il y a formés se trouve Terry Jones, le directeur artistique du magazine i-D.